# Tjörn
La commune de Tjörn est une commune suédoise du comté de Västra Götaland, peuplée d'environ 16 120 habitants (2020) et couvrant l'île de Tjörn, une des principales îles de l'archipel du Bohuslän. Son chef-lieu se situe à Skärhamn.

## Localités principales
- Åstol
- Bleket
- Höviksnäs
- Kållekärr
- Klädesholmen
- Myggenäs
- Rönnäng
- Skärhamn
- Stora Dyrön